# Michalis Hatzigiannis

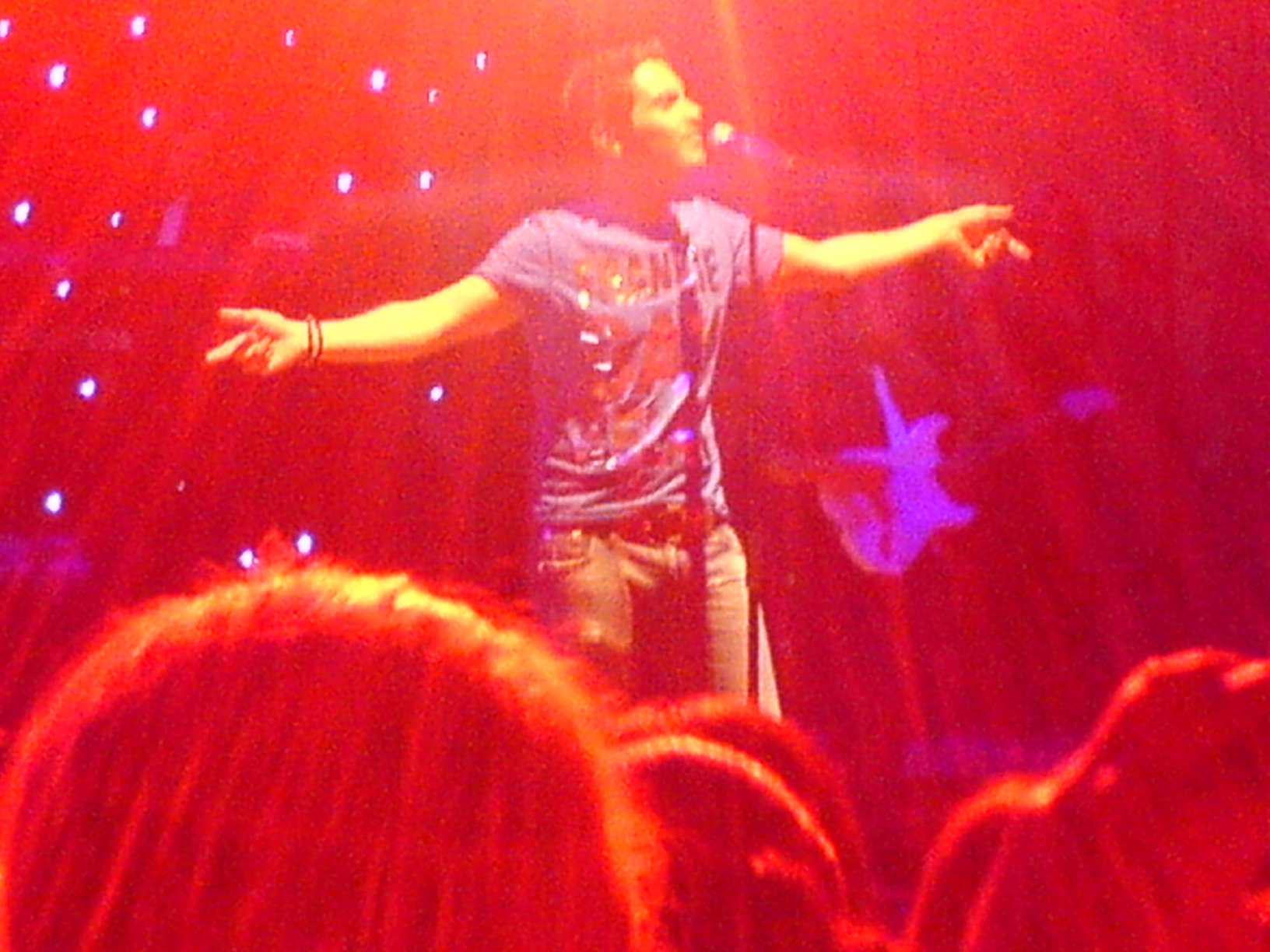
Michalis Hatzigiannis auf einem Konzert (2007)

Michalis Hatzigiannis (griechisch Μιχάλης Χατζηγιάννης; * 5. November 1978 in Nikosia, Zypern) ist ein griechisch-zypriotischer Sänger und Komponist. Für nicht-griechische Veröffentlichungen benutzt er den Namen Mihalis. Im Jahr 2023 war er in den Ministerrang erhobener Stellvertretender Minister für Kultur der Republik Zypern im Kabinett Nikos Christodoulidis.

## Leben

### Jugend und Beginn seiner Karriere in Zypern
Michalis Hatzgiannis ist einer der bekanntesten griechischen Sänger. Geboren in Nikosia, macht er an der zyprischen Musikakademie seinen Abschluss in Klavier, Gitarre und Musiktheorie.
Mit 15 nahm er an einem Songkontest in Zypern teil, „Afetiries“, bei dem er den ersten Platz gewann. Er startete seine Karriere auf Zypern, mit drei Aufnahmen, die alle Platin bekamen: Senario, O Mihalis Hatzigiannis Traguda Doro Georgiadi und Epafi. Außerdem nahm er an einer Musikproduktion in Zypern namens „Pygmalion“ teil.
1998 war er für Zypern beim Eurovision Song Contest, mit dem Lied Γένεσις (Genesis). Ein selbst komponiertes Stück, mit dem er den 11. Platz belegte.

### Karriere in Griechenland
Später in Athen arbeitete er mit dem Komponist Yiorgos Hadjinassios und dem Liedtextschreiber Michales Bourboulis zusammen, um sein neues Album Άγγιγμα ψυχής (Angigma Psychis) zu erstellen, welches im Jahr 1998 veröffentlicht wurde. Das Album beinhaltete Lieder für die gleichnamige TV-Serie. Das Album bekam Platin.
Im März 2000 veröffentlichte Hatzgiannis sein erstes Soloalbum Παράξενη Γιορτή (Paraxeni Giorti). Andere Komponisten und Liedtextschreiber arbeiteten an dem Album mit. Das Album enthielt einige der größten Hits des Jahres 2000. Das Lied Μόνο Στα Όνειρα (Mono Sta Onira) hielt sich mehrere Wochen auf Platz eins in sämtlichen griechischen Radiosendern. Auch die beiden Lieder Παράξενη Γιορτή (Paraxeni Giorti) und Και Θα Χαθώ (Ke tha Hatho) hatten ähnlichen Erfolg. Das Album bekam Doppel-Platin und war ein Meilenstein in der Karriere des jungen Sängers. Im November desselben Jahres hatte er die ersten Live-Auftritte in Athen.
Anfang 2001 bekam er Platin mit der Single-CD Δεν Έχω Χρόνο (Den Eho Hrono). Der Song hielt sich lange Zeit in den Charts. 2001 trat er mit der Sängerin Haris Alexiou auf und im Sommer desselben Jahres ging er erstmals auf Tournee durch Griechenland.
Im Frühling 2002 veröffentlichte er sein zweites Album, welches Dreifach-Platin bekam. Das Album beinhaltet einige große Hits wie Είσαι Εδώ (Ise Edo), Το Σ'αγαπώ (To S’ Agapo), Χωρίς Αναπνοή (Horis Anapnoi), Η Εκδρομή (I Ekdromi) und Καπνός (Kapnos). Im Sommer des Jahres ging er ein zweites Mal auf Tournee, mit noch größerem Erfolg. Im Winter trat er mit der Sängerin Dimitra Galani auf.
2003 veröffentlichte er Μόνος Μου (Monos Mou), eine EP mit fünf Lieder, die Dreifach-Platin bekam. Der Song Αν Μου Τηλεφωνούσες (An Mou Tilephonouses) wurde ein großer Hit und hielt sich über Monate in den griechischen Radios. Noch heute ist es eine der bekanntesten Balladen Griechenlands. Im Sommer 2003 ging er nochmal auf Tournee, bei der er 63 ausverkaufte Konzerte gab.
Er hielt drei Preise beim offiziellen griechischen Music Award 2003 und 2004 sogar vier, inklusive des Preises für den besten männlichen Darsteller.
Im April 2004 veröffentlichte er seine dritte Soloaufnahme Ακατάλληλη Σκηνή (Akatallili Skini). Am 30. April repräsentierte er Zypern bei der großen Osterweiterungs-Feier in Warschau. Hierbei wurde die Aufnahme zehn neuer Staaten zur europäischen Union gefeiert. 2004 ging er ein weiteres Mal in Griechenland auf Tournee und sang bei der Schlussfeier der Olympischen Spiele in Athen. Im Winter hatte er etwa einhundert Auftritte in Athen und Thessaloniki mit dem sehr bekannten Sänger Paschalis Terzis.
Im Sommer 2005 ging er ein weiteres Mal auf Tournee durch Griechenland. Seinen letzten Auftritt dieser Tournee gab er im Lycabettus Theater mit zwei ausverkauften Konzerten. Im Oktober reiste er dann zum ersten Mal nach Australien und gab drei Konzerte. Von November 2005 bis April 2006 trat er mit Antonis Remos auf.
Im März 2006 veröffentlichte er sein erstes Live-Album, aufgenommen bei dem Konzert im Lycabettus Theater, mit drei neuen Songs Δε Φεύγω (De fevgo), Δεν Είμαι Εδώ Για Κανένα (Den ime edo gia kanena) und Μοιάζουμε (Miazoume). Alle wurden große Hits. Das Live-Album enthielt außerdem eine DVD mit Bildern vom Konzert und Backstage. Im April ging er mit George Dalaras auf Tournee in Kanada und den USA. Im Mai trat er in Thessaloniki mit Natasa Theodoridou auf. Im Sommer machte er eine Tournee durch Griechenland mit 50 ausverkauften Konzerten. Im August veröffentlichte er die Single Ola i tipota, welche ein riesiger Hit wurde. Im Dezember 2006 veröffentlichte er sein viertes Album Φίλοι και Εχθροί (Fili ke ehthri) mit einigen sehr erfolgreichen Songs wie Να Είσαι Εκεί (Na ise eki), Αισθήματα (Esthimata), Χέρια Ψηλά (Heria psila) und andere.
Im März 2007 arbeitete er mit der deutschen Rockband Reamonn zusammen und veröffentlichte den Hit Tonight mit griechischen Text von Eleana Vrahali. Der Song ist auf der Wiederveröffentlichung Wish von Reamonn und Φίλοι και Εχθροί (Fili ke ehthri) von Michalis Hatzigiannis.
Im Juni veröffentlichte er die Single Πιο Πολύ (Pio Poly) mit vier Songs: der neue Song Pio poly, ein Remix von Pio poly, das Duett Tonight mit Reamonn und ein „Moskau Elektroremix“ von Heria psila. Außerdem startete er seine Sommertournee in Griechenland, nach seinen Auftritten bei Vox, die im Mai endeten.

## Internationale Karriere
Aufgrund seiner stetig wachsenden internationalen Fangemeinde machte er im Oktober und November 2007 eine Europatournee durch Deutschland, die Niederlande, Schweiz und Belgien. Mitte 2009 veröffentlichte Hatzigiannis seine erste Single in englischer Sprache (More Than Beautiful) auf Universal Music Group unter dem Namen „Mihalis“. Ein Videoclip zum Song wurde in Berlin gedreht. Am 30. Juni 2010 erschien in Deutschland seine Single Everyone dance die englische Version seines griechischen Hits Cheria Psila. Der englischen Text stammt von Rea Garvey von Reamonn. Die Veröffentlichung eines englischen Studio-Albums mit dem Titel „Mihalis“ ist für den 13. August 2010 angekündigt. Mit seiner Single Everyone Dance stieg er Mitte August 2010 auf Platz 96 der deutschen Singlecharts ein, konnte sich aber nur eine Woche in den Charts halten.

## Diskografie

### Zypern
Alben
- 1995: Senario
- 1997: O Mihalis Hatzigiannis Traguda Doro Georgiadi
- 1997: Anonimon Patridon
- 1998: Epafi

CD-Singles
- 1998: Genesis
- 2001: I Mikres Mas Istories

### Griechenland
Alben
- 2000: Parakseni yiorti
- 2002: Krifo fili (GR #1)
- 2004: Akatallili skini
- 2006: Filoi ki ehthri
- 2007: Zontana Sto Lykavito
- 2008: 7
- 2009: Kolaz
- 2010: To kalytero psema
- 2011: Tharros I Alitheia
- 2013: I agapi dynamonei
- 2017: Erotas agkathi (GR #1)
- 2018: Apo tin arhi (da capo) (GR #1)
- 2024: Terra Incognita

Live-Alben
- 2006: Live
- 2011: Live 2011
- 2020: Unplugged
- 2022: Deka Opsis Tis Agapis

Kompilationen
- 2016: Oi Epityhies 1999 - 2016

EPs
- 2003: Monos Mou
- 2007: Pio Poly
- 2011: 4 Mpalantes

Lieder
| - 2001: Mono Sta Onira - 2002: Den Echo Chrono - 2002: Choris Anapnoi - 2002: To Party - 2002: To S' Agapo - 2002: Ekdromi - 2002: Eisai Edo - 2002: Kapnos - 2003: An Mou Tilefonouses - 2004: Na ’Soun Allios (mit Despina Olympiou) - 2004: Kryfa - 2004: O Vythos Sou - 2004: Gia Sena - 2004: Akatallili Skini - 2004: An Hsoyn Mazi Mou - 2004: Mi Me Oneirefteis - 2004: Pou Einai I Agapi - 2005: Oniro Zo - 2006: Na Meineis Edo - 2006: Moiazoume - 2006: Den Fevgo - 2006: Cheria Psila - 2006: Ola I Tipota - 2006: Na Eisai Ekei - 2006: An Den Koitazo Esena | - 2006: Filoi Kai Echthroi - 2006: Tonight/Simera (mit Reamonn) - 2007: Etsi Se Thelo - 2007: Pio Poly - 2008: Emeis Oi Duo San Ena - 2009: Par' Ta Ola Dika Sou - 2009: Anapoda - 2009: I Agapi Pou Menei (Polykatoikia) - 2009: Mi Me Koitas - 2010: To Kalokairi Mou - 2010: To Kalytero Psema - 2010: Mia Apo Ta Idia - 2010: An Einai Etsi I Agapi - 2010: Paidi Tis Vrochis - 2011: Treis Zoes - 2012: Se Enan Toiho (mit Midenistis) - 2014: Kati Dynato - 2017: Saitia - 2020: Horevo - 2020: Min Argis - 2021: Kanenas Monos (GR #1) - 2022: Ekdromi (mit Tamta, GR #1) - 2022: Esi Ise Pano Ap' Ola - 2023: Me Ponaei |

### International
Alben
- 2010: Mihalis

CD-Singles
- 2009: More Than Beautiful
- 2010: Everyone Dance

### Gastauftritte
Als Sänger
- Aggigma Psihis (1998, 3 Songs)
- Parakseno Fos – Haris Alexiou (Duett)
- I Orhistra Tou Pemptou Galaksia (2 Songs)
- OST Treasure Planet (2002, 1 Song)

Als Komponist
- Vale Mousiki – Despina Olympiou (2003, 1 song)
- Ehume Logo – Despina Olympiou (2004, 3 Songs)
- Ola Sto Fos – Eleftheria Arvanitaki (2004, 2 Songs)
- Os Eki Pou I Kardia Bori Na Anteksi – Natassa Theodoridou (2005, 4 Songs)
- Pedi Akoma – Eleni Peta (2006, 2 Songs)
- Vrohi Ton Asterion – Glykeria (2006, 3 Songs)
- Pame Makria – Kostas Makedonas (2006, 2 Songs)
- Ine Kapies Agapes – Pashalis Terzis (2nd Edition, 2006, 1 Song)
- Mazi Horista – Despina Olympiou (2007, 13 Songs)
- Me To Na Podi Sta Astra – Giorgos Dalaras (2007, 2 Songs)

## Preise
- Pop Corn 2001: Bester neuer Darsteller
- Arion 2003: Bester Popsänger, bestes Popalbum, best artistic singer
- Arion 2004: Best artistic song (Monos mou), bester moderner Laïkó-Sänger, bester Sänger des Jahres, Preis für meistverkaufte CD-Single (Monos mou)
- Mad Video Music Awards 2004: Bester Pop Videoclip (Monos mou), best artistic video clip (To Parti), bester Videoclip des Jahres (Monos mou)
- Arion 2005: Best artistic singer, bester Popsänger, bestes Popalbum (Akatallili skini), bester Popsong (Gia sena), bestes Album des Jahres (Akatatallili skini)
- Mad Video Music Awards 2005: Bester Videoclip des Jahres (Gia sena)
- Status 2006: Bester männlicher Sänger des Jahres
- Arion 2006: Best artistic song (Na minis edo)
- Cyprus Music Awards 2006: Bester griechischer Song (De fevgo), beste griechische CD-Single (Oniro zo)
- Status 2007: Bester männlicher Komponist des Jahres
- Cyprus Music Awards 2007: Bester männlicher Darsteller, beste CD (Fili & Ehthri), beste CD-Single (Ola i tipota)
- Mad Music Video Awards 2007: Bester Pop Videoclip (Ola i tipota), bester Videoclip eines männlichen Darstellers (Ola i tipota), bester Videoclip des Jahres (Ola i tipota), meistgespielter Darsteller